# Bröstvärn
- A — bröstvärn
- B — skottglugg
- C — skyttebank
- D — kanonbank
- E — kanonbäddning

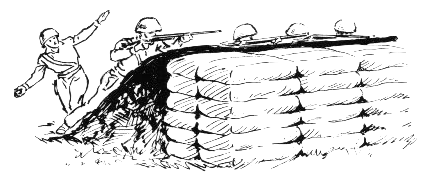
Enkelt provisoriskt bröstvärn med bärm och sandsäckar.

Fästningsvall (exempel) med bildnyckel:

Bröstvärn är en form av, eller en del av, en försvarsmur, som är byggd i ungefärlig brösthöjd, vilket även ger stöd åt en skytts vapen. Generellt är ett bröstvärn ett mindre permanent försvarsverk än exempelvis en mur, och kan bestå av i stort sett vilket material som helst som finns tillgängligt. I nutida bröstvärn används ofta jord eller betong beroende på hur provisoriskt bygget är. Trä kan användas om befästningen inte beskjuts av artillerield. Skyttegravar är ett exempel på bröstvärn där man grävt ner sig istället för att kasta upp en vall. På så vis behöver man inte tänka på att dimensionera vallen så att den kan väntas klara det som skjuts mot den.
Äldre borgar och liknande befästningar hade ofta en mur eller vall av sten, jord eller liknande med ett bröstvärn av trä ovanpå för att skydda de försvarande soldaterna. Bröstvärnen hade ofta någon form av luckor eller krenelering som försvararna kunde skjuta genom.  
Bröstvärnets topp kallas krön. Bonnett är ett av grus, torvor eller sandsäckar eller liknande anordnad skydd för skyttens huvud på bröstvärnet.

## Galleri

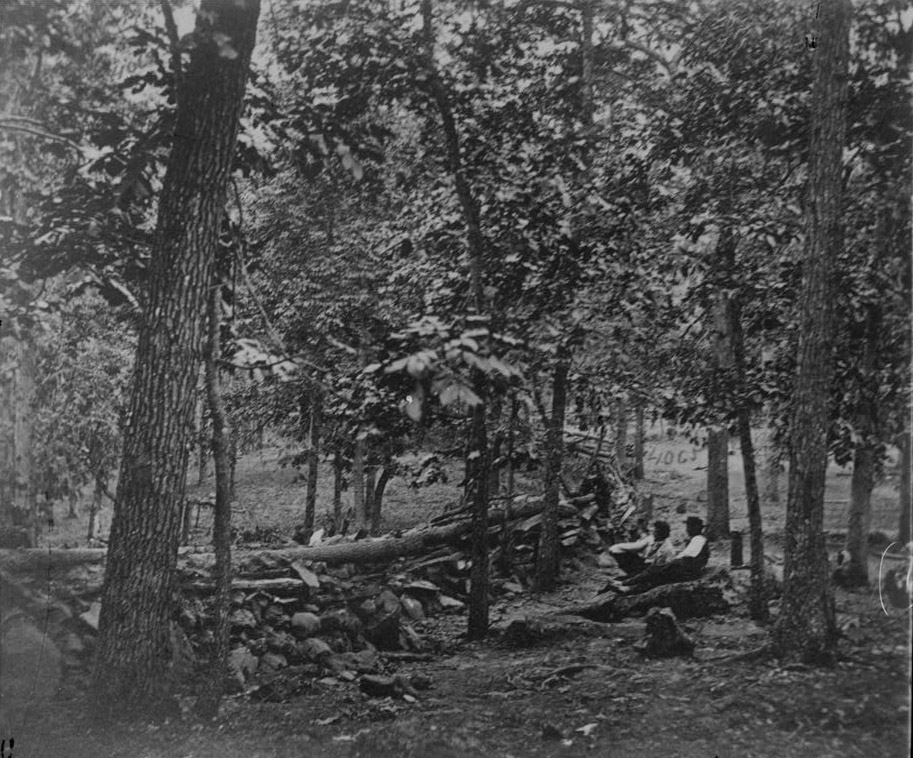
Provisoriskt bröstvärn, Culp's Hill, Gettysburg.
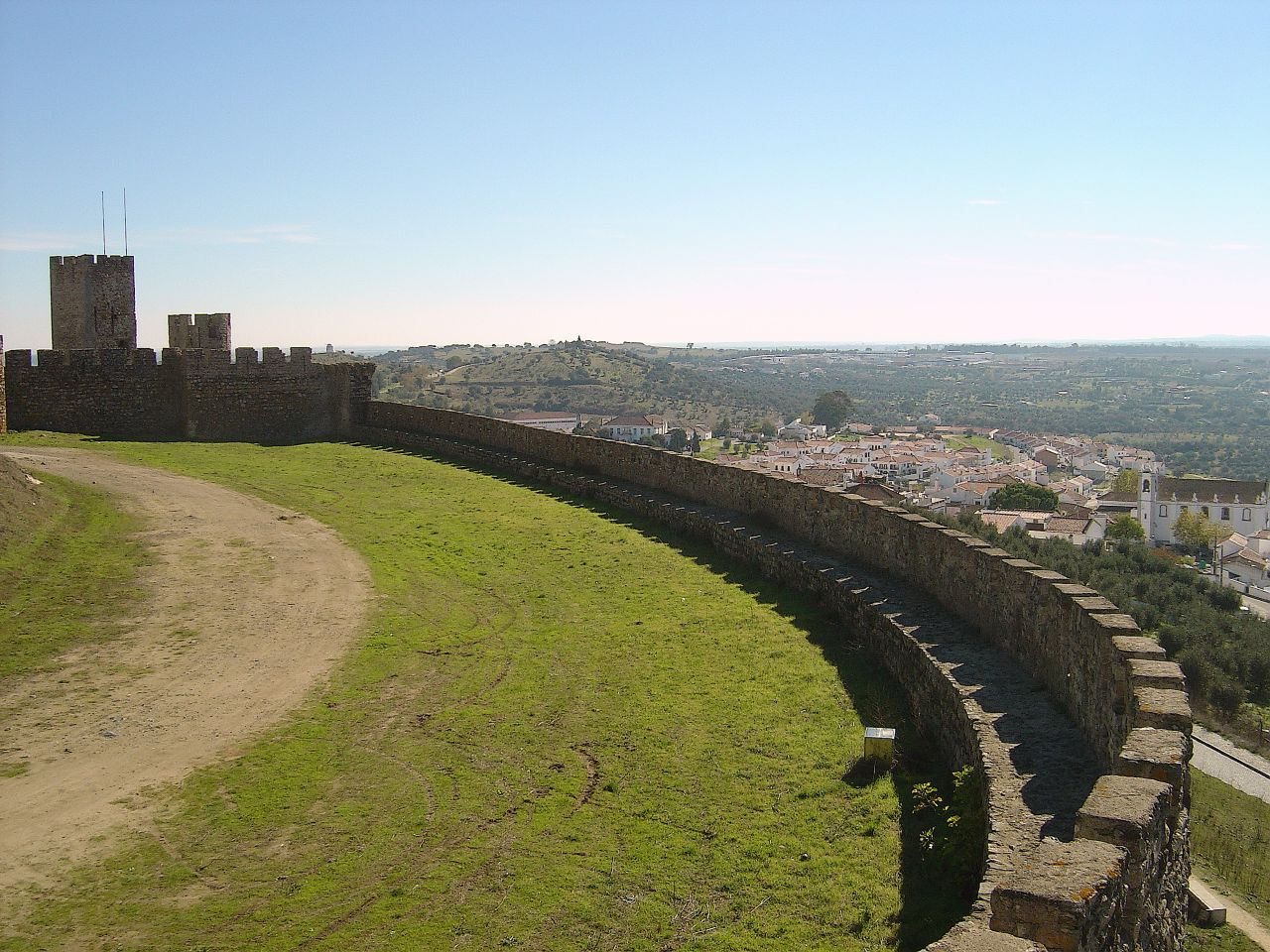
Medeltida murar försedda med skyttegångar och krenelerade bröstvärn, Castelo de Arraiolos.
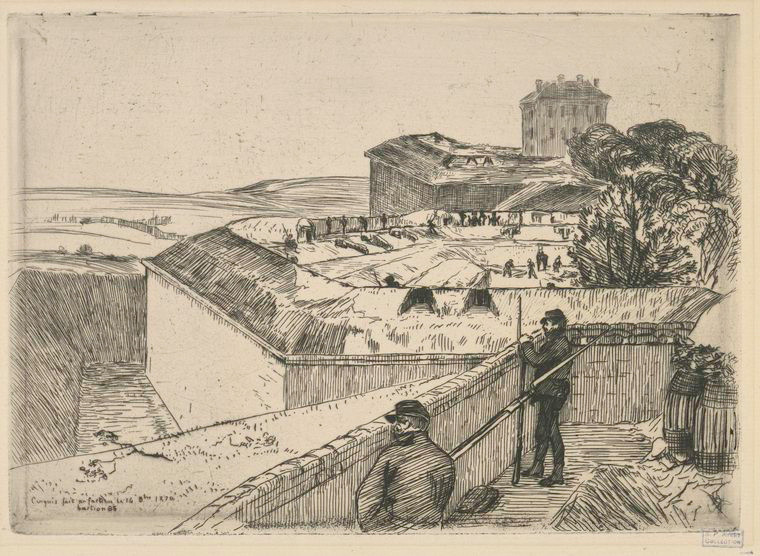
Bröstvärn på fästningsvall från 1800-talet. Félix Bracquemond - Le bastion, från 1870.